# Список умерших в 887 году

## Январь
- 11 января — Бозон Вьеннский, граф Вьенна и Лиона (871—880), граф Берри (872—876), герцог Италии (875—876), герцог Прованса (875—879), вице-король Италии (876—879), граф Макона и Шалона (877—880), Отёна (879—880), король Нижней Бургундии (Прованса) (879—887)[1].

## Сентябрь
- 17 сентября — Император Коко, 58-й Император Японии (884—887), синтоистское божество.
- 18 сентября — Пьетро I Кандиано, 16-й венецианский дож (887).

## Дата смерти неизвестна или требует уточнения
- Аббас ибн Фирнас, андалусский эрудит, изобретатель, врач, инженер, поэт; первый человек, осуществивший управляемый полёт на искусственных крыльях[2].
- Абд аль-Малик аль-Маймуни, мухаддис и ханбалитский правовед.
- Иосиф, епископ Асти (881 — между 887 и 892).
- Джованни II Партечипацио, 15-й венецианский дож (881—887, 887).
- Чжусе Чисинь, китайский полководец.